# Lacante
Lacante (em árabe: لَقَنْت ou ألَلَقَنْت; romaniz.: Laqant ou Al-laqant) é um topônimo árabe que deve a sua origem à palavra latina Lucento e que ficou sendo identificado com a atual cidade de Alicante.

## História
A localização de Lucento sempre gerou controvérsia. Embora inicialmente situava-se no Tosal de Manises, onde foram encontrados restos de povoamento púnico e ibero, este local foi despovoado muito tardiamente a meados do século III a.C.. Por outro lado, no atual bairro de Benalua, a oeste da cidade de Alicante, foram encontrados vestígios de ocupação romana da época republicana até pelo menos o século VIII. As novas escavações realizadas resultaram na descoberta de novos aterros com material tardio que permitiram interpretar o jazimento como um assentamento de caráter industrial, o que não poderia ter relação com Lucento. Portanto, embora seja muito provável que a Lucento romana estivesse no Tossal de Manises, parece claro que o enclave de Benalúa seria o Lacante do pacto de Teodomiro.